# Ekbrosking
Ekbrosking (Gymnopus quercophilus) är en svampart som först beskrevs av Zdeněk Pouzar, och fick sitt nu gällande namn av Antonín & Noordel. 2008. Enligt Catalogue of Life ingår Ekbrosking i släktet Gymnopus,  och familjen Marasmiaceae, men enligt Dyntaxa är tillhörigheten istället släktet Gymnopus,  och familjen Omphalotaceae. Arten är reproducerande i Sverige. Inga underarter finns listade i Catalogue of Life.